# Mike Johnson (kulturysta)
Mike Johnson, właśc. Michael Johnson (ur. 25 sierpnia 1981 w Halifaksie) – kanadyjski profesjonalny  kulturysta oraz trójboista siłowy. Członek IFBB.

## Życiorys
Sportami siłowymi zajmuje się od siedemnastego roku życia. W 2002 roku startował w pierwszych zawodach kulturystycznych. Były to Atlantic Junior Championships, podczas których zajął pierwsze miejsce. Tego samego roku zwyciężył w zawodach Nova Scotia Provincial Junior w kategorii zawodników o średniej masie ciała. Dwa lata później na Atlantic Championships został zwycięzcą w kategorii wagowej lekkociężkiej. W 2006 startował w tych zawodach w kategorii ciężkiej i zajął pierwsze miejsce na podium. Podczas Nova Scotia Provincial, również jako zawodnik o wadze ciężkiej, uplasował się na szczycie podium. Te same wyniki na tych właśnie mistrzostwach osiągnął raz jeszcze w 2009. W 2011 wywalczył tytuł Mr. Canada w trakcie rozgrywek Canadian National Championships. Startował w kategorii superciężkiej.
Należy do Międzynarodowej Federacji Kulturystyka i Fitnessu (IFBB). W roku 2013 wziął udział w zawodach IFBB Toronto Pro oraz New York Pro Championships. Jako trójboista siłowy wywalczył tytuły mistrza prowincji Nowa Szkocja (2007, 2008) oraz mistrza kraju w martwym ciągu i przysiadzie ze sztangą (2012).
Pochodzi z Halifax w Nowej Szkocji, mieszka w Châteauguay w Quebecu. Jest byłym żołnierzem. Służył w Kanadyjskich Siłach Zbrojnych. Żonaty z modelką Julią Applebee Johnson. Jego siostrą jest Leah Johnson, kulturystka, członkini IFBB.

## Osiągnięcia

### Kulturystyka
- 2002, Atlantic Junior Championships − zwycięzca
- 2002, Nova Scotia Provincial Junior, kategoria średnia − zwycięzca
- 2004, Atlantic Junior Championships, kategoria lekkociężka − zwycięzca
- 2004, Nova Scotia Provincial Junior, kategoria średnia − III miejsce
- 2005, Atlantic Junior Championships, kategoria lekkociężka − V miejsce
- 2005, Nova Scotia Provincial Junior, kategoria lekkociężka − II miejsce
- 2006, Atlantic Junior Championships, kategoria ciężka − zwycięzca
- 2006, Nova Scotia Provincial Junior, kategoria ciężka − zwycięzca
- 2009, Atlantic Junior Championships, kategoria ciężka − zwycięzca
- 2009, Nova Scotia Provincial Junior, ogół zawodów oraz kategoria ciężka − zwycięzca
- 2011, Canadian National Championships, ogół zawodów oraz kategoria superciężka − zwycięzca
- 2013, IFBB Toronto Pro, kategoria open − poza czołówką
- 2013, IFBB New York Pro Championships, kategoria open − XV  miejsce

### Trójbój siłowy
- 2007, CPU Nova Scotia Provincials − zwycięzca
- 2007, CPU National Bench Press Championships − II miejsce
- 2008, CPU Nova Scotia Provincials − zwycięzca
- 2008, CPU National Powerlifting & Bench Press Championships − IV miejsce
- 2012, CPA Canadian National Championships RAW, ogół zawodów, martwy ciąg oraz przysiad ze sztangą − zwycięzca